# 福島県ハイテクプラザ
福島県ハイテクプラザ（ふくしまけんハイテクプラザ）は、福島県郡山市にある公設試験研究機関である。

## 概要
福島県が県内における工業の振興を図るために、福島市、会津若松市、いわき市に独立して設置されていた各工業試験場を統合・改組し、新たに郡山市に中核センターを設立、旧工業試験場を技術支援センターとして再編し、1992年4月に開所した。
開所以来、県内ものづくり産業の技術基盤の高度化を図るため、「技術相談・移転」、「試験、機器の開放」、「人材育成」、「技術開発」の4本を柱に据え、基盤産業・伝統産業の支援、成長産業の創出、地域資源の活用、研究会による連携支援などに取り組んでいる。
本部は郡山西部第二工業団地内に立地しており、近隣には産総研福島再生可能エネルギー研究所があるなど、福島県における工業分野の研究開発拠点となっている。1993年第12回福島県建築文化賞準賞受賞。

## 組織
各拠点では電子応用技術、有機材料から無機材料までの広範囲な材料技術、機械加工技術、計測技術、微生物の利活用技術、伝統産業、デザイン等の支援を行っている。
- 企画連携部
  - 企画管理科
  - 産学連携科
- 技術開発部
  - 工業材料科
  - 生産・加工科
  - プロジェクト研究科
- 福島技術支援センター
  - 繊維・材料科
- 会津若松技術支援センター
  - 醸造・食品科
  - 産業工芸科
- いわき技術支援センター
  - 機械・材料科

## 交通アクセス
- 東北自動車道 郡山インターチェンジから約5km、車で約10分。